# Леман, Ари
Ари Леман (англ. Ari Lehman; 2 мая 1965, Бруклин, Нью-Йорк, США) — американский актёр, режиссёр и композитор, получил известность благодаря роли маленького Джейсона Вурхиза в фильме «Пятница, 13-е» (1980).
Также он вступает в музыкальном коллективе «First Jason».

## Ранние годы
Леман вырос в Вестпорте, штат Коннектикут, где обучался классической музыке и джазовому фортепиано. Джазовый педагог доктор Билли Тейлор вручил Леману общегосударственную награду за выдающиеся достижения в области джазового фортепиано и стипендию Музыкальной школы Беркли.
В 13 лет Ари Леман услышал про кастинг в картину «Сироты Мэнни» и решил принять в нём участие. Получив первую кинороль в 1978 году, в 1980 году он уже сыграл Джейсона Вурхела в знаменитом хорроре «Пятница 13-е».
После выхода картины Леман вернулся к музыке, снова начал играть джаз и поступил в Нью-Йоркский университет. Затем увлёкся африканской музыкой и регги и создал собственную группу.

## Карьера
Карьера в кино началась с роли Роджера в фильме «Сироты Мэнни» (1978) режиссёра Шона С. Каннингема. Затем Леман сыграл ребёнка Джейсона Вурхиза в фильме «Пятница, 13-е» (1980).
В 2000-е годы Леман вновь плотно занялся кино. Он сыграл в таких фильмах, как «Грузовик ужасов», «Подземные развлечения», «Дом запретных тайн», «Первый день Пасхи».
Музыкальная карьера связана с группой First Jason, название которой основано на роли Джейсона Вурхиза. В 2004 году Леман основал эту панк-метал группу. First Jason выпустили два альбома: Jason is Watching! (2009) и Head My Warning (2013).
Среди последних работ Лемана — фильмы «День всех святых» (2022), «Наблюдатель» (2019), «Мотель клоунов: Восставшие» (2019).